# Martin Flack
Martin William Flack (20 mars 1882 – 16 août 1931) est un physiologiste britannique qui a découvert avec Sir Arthur Keith en 1907 le nœud sino-atrial.
Il devint plus tard démonstrateur de physiologie à l'hôpital de Londres, puis conférencier. Il a siégé au Conseil de recherche médicale et est devenu directeur de la recherche médicale de la Royal Air Force. Il fut nommé Commandeur de l'Ordre de l'Empire britannique en 1919.